# Gueorgui Ivanov
Gueorgui Ivanov (en búlgaro: Георги Иванов) (Plovdiv, Bulgaria, 2 de julio de 1976) es un ex-futbolista búlgaro, se desempeñaba como delantero. En su carrera destaca por ser uno de los más destacados jugadores del Levski Sofia.
Actualmente ejerce de entrenador del Chernomorets Varna de Bulgaria.

## Clubes
| Club                  | País     | Año         | Partidos | Goles |
| PFC Lokomotiv Plovdiv | Bulgaria | 1992 - 1997 | 60       | 15    |
| PFC Levski Sofia      | Bulgaria | 1997 - 2002 | 115      | 70    |
| Stade Rennes          | Francia  | 2002 - 2003 | 12       | 1     |
| PFC Levski Sofia      | Bulgaria | 2003 - 2004 | 21       | 9     |
| Samsunspor            | Turquía  | 2004 - 2005 | 29       | 4     |
| Gaziantepspor         | Turquía  | 2005 - 2006 | 13       | 1     |
| PFC Levski Sofia      | Bulgaria | 2006        | 23       | 14    |
| HNK Rijeka            | Croacia  | 2007 - 2008 | 34       | 6     |
| PFC Levski Sofia      | Bulgaria | 2008 - 2009 | 23       | 12    |